# Кошен, Шарль-Николя (Младший)
Шарль-Николя Кошен, также называемый Кошен Младший либо Кошен-сын (фр. Charles Nicolas Cochin, Cochin le fils; 22 февраля 1715, Париж — 29 апреля 1790, Париж) — французский рисовальщик и гравёр, а также писатель и историк искусства; выдающийся мастер французской книжной иллюстрации XVIII века.

## Биография
Представитель большой семьи потомственных художников, рисовальщиков и гравёров. Наиболее известны гравёры семьи: Николя Кошен, Шарль-Николя Кошен (Старший) и Луиза Магдалена Кошен (1686—1767).
Кошен Младший — сын гравёра Шарля-Николя Кошена (Старшего) (1688—1754) и Мадлен Хортемельс (1686—1767), которая также была видным парижским гравёром в течение примерно пятидесяти лет. Первые уроки мастерства Шарль-Николя получил в семье. С раннего детства отличался талантом художника. Кроме того, обнаруживал большие способности к наукам и особенно к языкам (латинский, английский и итальянский языки, прочитал работу философа Джона Локка в оригинале), знание языков сослужило ему хорошую службу в позднейшей деятельности. Кроме отца, наставником Ш.-Н. Кошена в офорте был Жак-Филипп Леба, опытный гравёр, работавший по оригиналам Антуана Ватто для собрания Пьера Кроза.
Первую гравюру Шарль-Николя Кошен создал в возрасте двенадцати лет, в 1727 году. В возрасте двадцати двух лет он отказался от живописи и полностью посвятил себя гравированию по собственным рисункам, но чаще по оригиналам других художников. Помимо того, что он обладал талантом живописца, Кошен пользовался хорошими связями в мире искусства. В 1731 году он был принят в Королевскую Академию живописи и скульптуры.

## Творчество
В 1735 году появляются первые значительные работы Кошена в гравюре: адресная карточка ювелира Страса и гравюра по живописному оригиналу Дж. П. Панини — изображение фейерверка, устроенного кардиналом М. де Полиньяком в Риме. Эти гравюры и определили на несколько лет основное направление творчества Кошена. В том же году он создал первый из оригинальных листов, представляющих придворные празднества — «Иллюминация и фейерверк в Медоне 3 февраля 1735 года». Далее следуют — «Иллюминация улицы Ферронри», «Аудиенция турецкого посла», «Катафалк королевы Сардинской в Нотр-Дам».
Заметив его талант, король Франции Людовик XV в 1737 году нанял его для создания гравюр в память о рождениях, браках и похоронах членов королевского двора. В 1739 году Кошен был назначен рисовальщиком и гравёром «Меню королевских развлечений» (Menus-Plaisirs du Roi) при Доме короля (фр. La maison du roi), обслуживающим королевскую персону. Так Кошен-Младший стал придворным художником-портретистом и писателем-историографом придворного искусства.
К 1745 году относится целый ряд шедевров мастера: «Бракосочетание дофина в Версальской придворной церкви», «Спектакль 23 февраля», «Bal paré 24 февраля» и «Маскарад с 25 на 26 февраля»; одинакового достоинства с этими листами является гравюра «Погребальная церемония в память дофины 24 ноября 1746 года».
В 1741 году Ш.-Н. Кошен получил звание «назначенного» за рисунок «Гений художеств», но за недосугом заставил ждать с приёмом академического звания целых двадцать лет, что, впрочем, не помешало мастеру за это же время приобрести, благодаря своей личной близости к «директору строений» маркизу де Мариньи, первенствующее значение не только в академическом сообществе, но и во всей официальной художественной жизни Франции. Сближение с маркизом де Мариньи произошло во время путешествия 1749—1751 годов по Италии, куда всемогущая фаворитка маркиза де Помпадур отправила своего юного брата в заботе о создании из него сведущего мецената и достойного «министра изящных искусств». Этот план в значительной степени удался, по-видимому, более всего благодаря влиянию приставленного к Мариньи Ш.-Н. Кошена (другими спутниками Мариньи были аббат Ж. Б. Ле Блан и архитектор Ж.-Ж. Суффло).

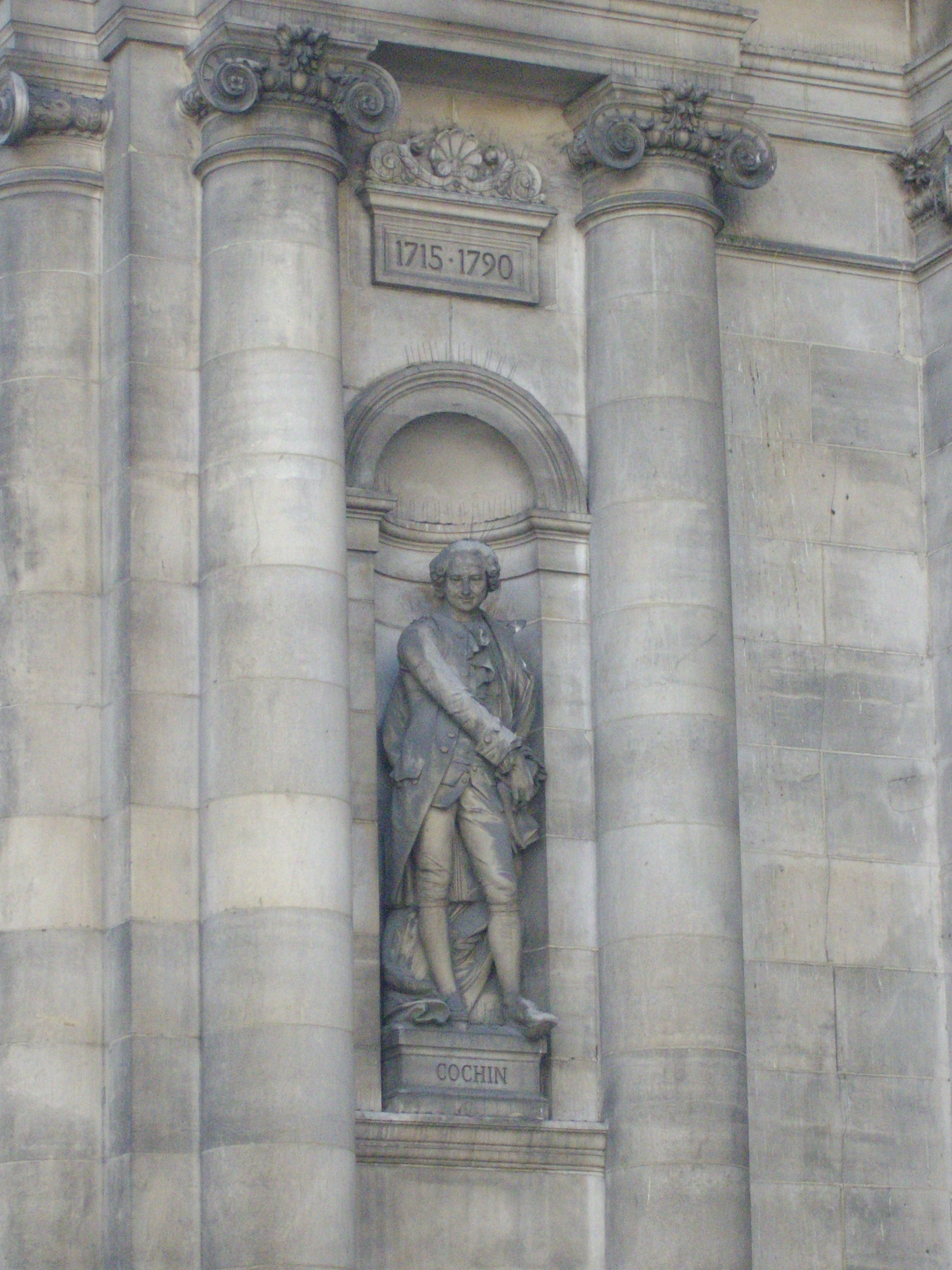
Статуя Ш.-Н. Кошена на фасаде здания Отель-де-Виль (Париж)

По возвращении Кошена из Италии, его выбрали в академики; в 1754 году он стал хранителем королевских рисунков, а с 1755 года — секретарём Королевской Академии живописи и скульптуры. В 1757 году художник был возведён в дворянство и награждён Орденом святого Михаила. С того же года выполнял обязанности художественного цензора. Являясь одним из виднейших представителей искусства рококо, Кошен-Младший проявлял вместе с тем интерес к античному искусству, характерный для времени становления раннего неоклассицизма.
Увлечение древним искусством и зарождавшейся неоклассической эстетикой заставило Ш.-Н. Кошена приложить все старания, чтобы «исправить свой вкус», распроститься с «духом рокайля» и искать классический идеал в новых темах, сюжетах и способах изображения. Свои достаточно сбивчивые идеалы он старался проводить в жизнь не только словами и статьями (преимущественно в «Mercure de France»), но и собственными работами, которые благодаря этому мало-помалу утратили первоначальную жизненность и приобрели тот же условный характер, которым отличается живопись Ж.-М. Вьена или А. Р. Менгса. Кошен написал знаменитый памфлет, направленный против приверженцев стиля рококо и адресованный непосредственно парижской гильдии ювелиров: «Увещевание ювелиров» (Supplication aux orfévres? 1754), в котором призывал к «простоте и изяществу форм». В 1758 году опубликовал «Трактат о гравюре».
Шарль-Николя Кошен Младший рисовал и гравировал многолюдные роскошные придворные празднества, выполнил множество портретов современников, иллюстрировал произведения Ж. де Лафонтена (1743), Боккаччо (1757), Т. Тассо (1784), и множество других. Одно из самых знаменитых иллюстрированных французских изданий XVIII века — «Иконологический альманах», издававшийся в 1765—1781 годах в 17-ти выпусках. Из них восемь сопровождены гравюрами по рисунку Кошена. Вместе с Огюстеном де Сент-Обеном работал над гравированием заставок и концовок к изданию коллекции старинных драгоценных гемм герцога Луи-Филиппа Орлеанского: «Описание резных камней из коллекции герцога Орлеанского…» (Description des principales pierres gravées du cabinet de… duc d’Orléans) в 2-х томах (1770—1784) .
Имена Кошена Старшего и Кошена Младшего были во Франции столь популярны, что долгое время все изящно иллюстрированные издания называли «кошенами».
Как писатель Кошен Младший оставил описания древностей Геркуланума (1753) и путешествия по Италии (1751—1758). Его мемуары были изданы в Париже в 1880 году. Кошен вместе с другими известными рисовальщиками и гравёрами участвовал в создании французской Энциклопедии (1751—1772).
Несмотря на длительный успех, последние годы Шарль-Николя Кошен, которому казна задолжала большие суммы и который вёл светский образ жизни, стал ощущать недостаток в средствах; к тому же в 1786 году он сделался жертвой кражи со стороны своего родного племянника, взятого им на воспитание для того, чтобы хоть несколько оживить свой печальный дом холостяка. Французская революция значительно пошатнула дела Кошена и разорвала светские связи этого верного приверженца аристократических идеалов.
Кошен умер в 1790 году в Париже, удручённый сознанием того, что пережил своё время. Продолжателем стиля Кошена был французский рисовальщик и гравёр Ж.-М. Моро.
Из работ последнего периода мастера заслуживает внимания целый ряд тонко выполненных профильных портретов. Его произведения экспонировали в парижских Салонах в 1741—1773 годах и в 1781 году. Лучшие оригинальные рисунки Ш.-Н. Кошена находятся в Лувре. Один из самых значительных рисунков мастера — к его неоконченной гравюре «Игра короля в Версале» — хранится в библиотеке Императорской Академии Художеств в Санкт-Петербурге.

## Избранные критические статьи
- 1751: Путешествие в Италию, или собрание заметок о произведениях живописи и скульптуры, которые можно увидеть в главных городах Италии: в 3-х выпусках (Voyage d’Italie, ou recueil de notes sur les ouvrages de peinture et de sculpture qu’on voit dans les principales villes d’Italie)
- 1753: Замечания о древностях города Геркуланум (Observations upon the Antiquities of the Town of Herculaneum)
- 1757: Собрание некоторых произведений искусства, с рассуждением о влиянии света и тени на живопись: в 3-х выпусках (Recueil de quelques pièces concernant les arts, avec une dissertation sur l’effet de la lumière et des ombres relativement à la peinture)
- 1757: Размышления о критике работ, выставленных в Лувре (Réflexions sur la critique des ouvrages exposés au Louvre)
- 1765: Проект зрительного зала для театра комедии (Projet d’une salle de spectacle pour un théâtre de comédie)
- 1769: Письмо обществу претенциозных любителей (Lettre à une société d’amateurs prétendus)
- 1769: Ответ М. Рафаэлю (Réponse à M. Raphaël)
- 1781: Письма об опере (Lettres sur l’Opéra)
- (без даты): Письма молодому живописцу (Lettres à un jeune artiste peintre)

## Офорты по рисункам Ш.-Н. Кошена Младшего

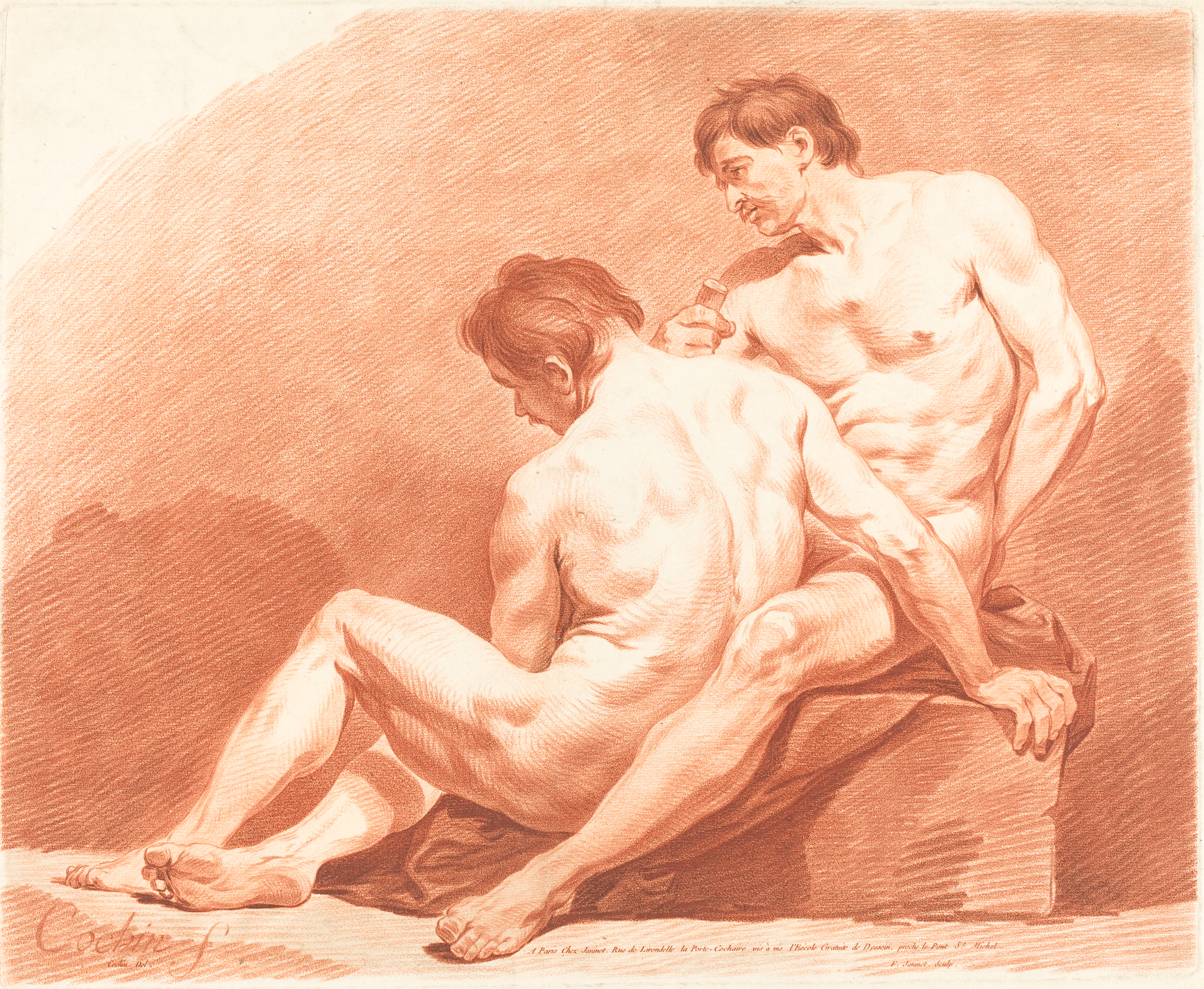
Две обнажённые мужские фигуры. Ок. 1774. Карандашная манера. Национальная галерея искусства, Вашингтон
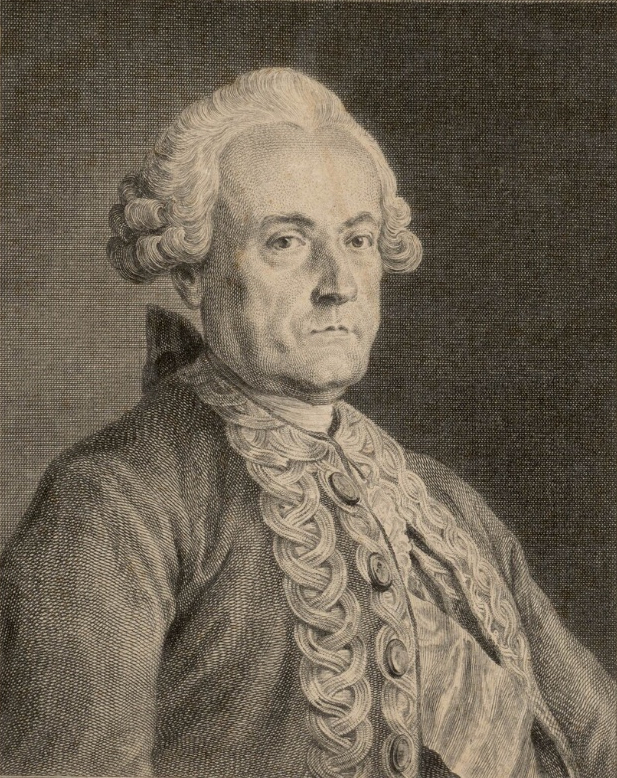
Туссен-Гийом Пике де ла Мотт. 1781. Офорт. Версаль
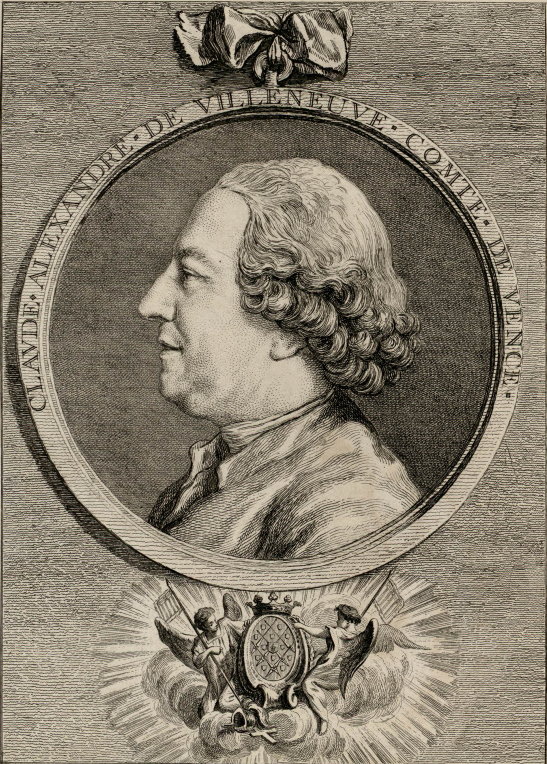
К.-А. де Вильнёв, граф Девенс. Офорт
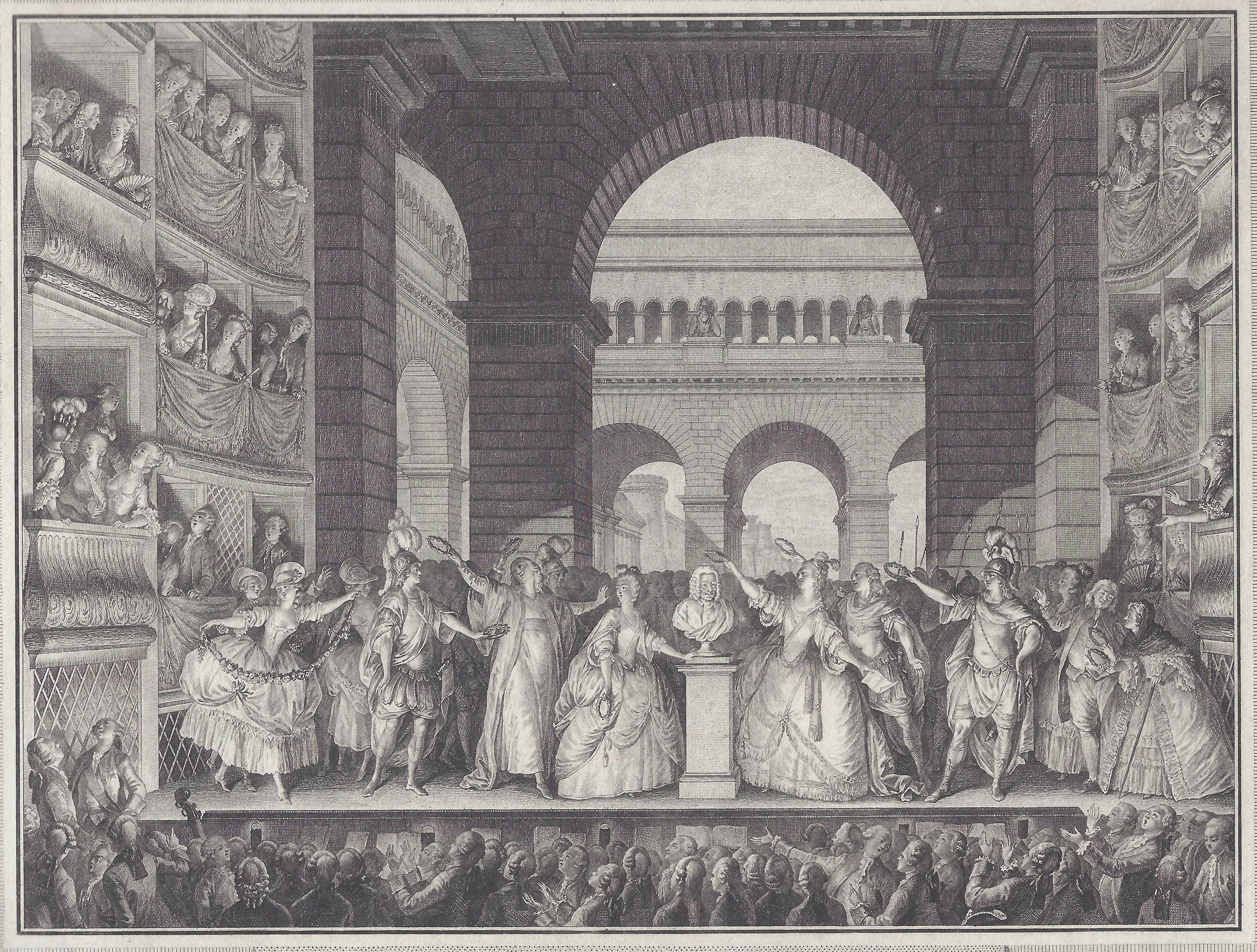
Коронация бюста Вольтера в Комеди Франсез после шестого представления Ирэн 30 марта 1778 года. Присутствующий Вольтер изображён в верхней ложе слева. Офорт
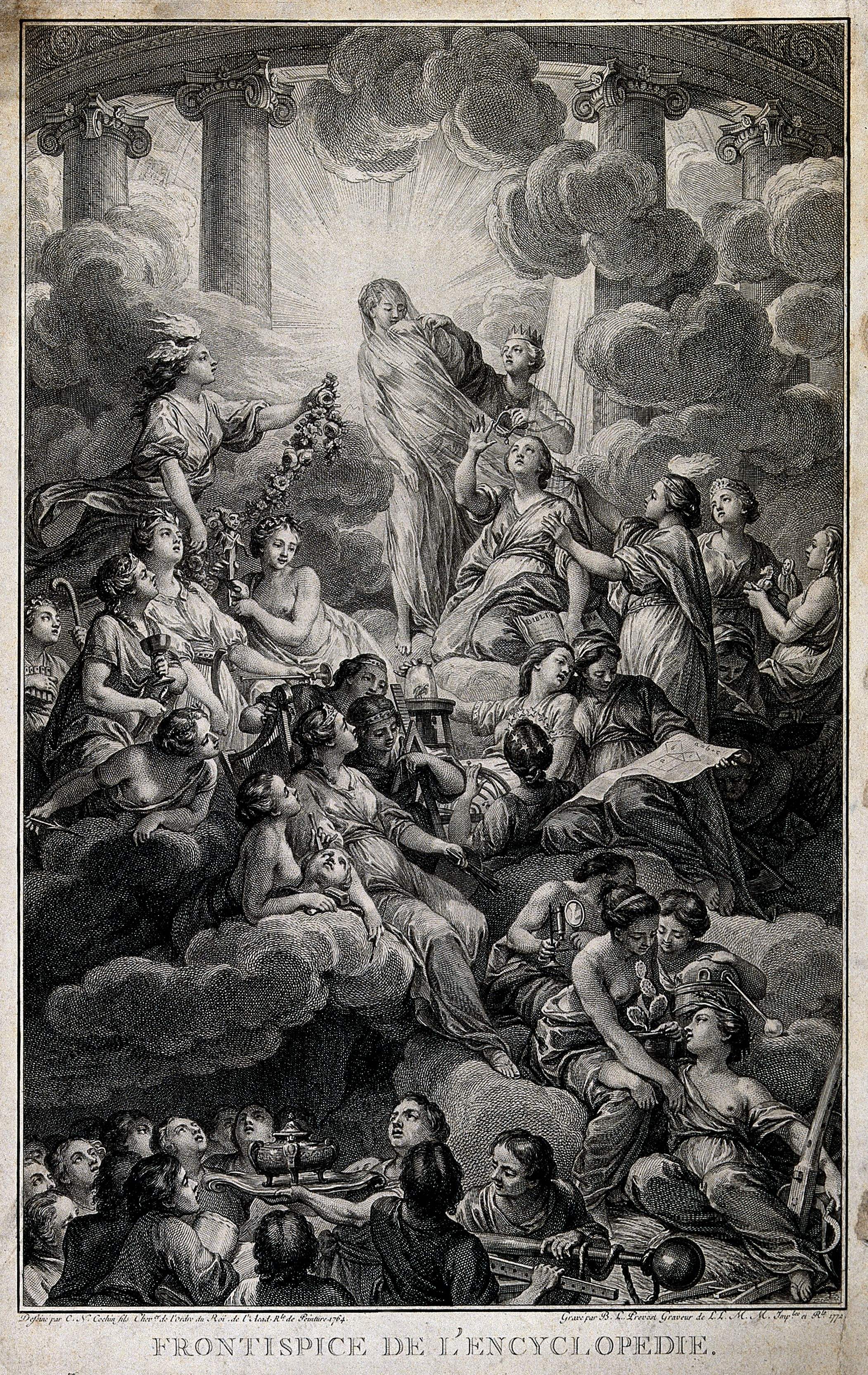
Фронтиспис издания «Энциклопедии» Дидро и Д'Аламбера: «Разум и Философия срывают завесу с лучезарного света Истины». 1772. Офорт Б.-Л. Прево по рисунку 1765 г.
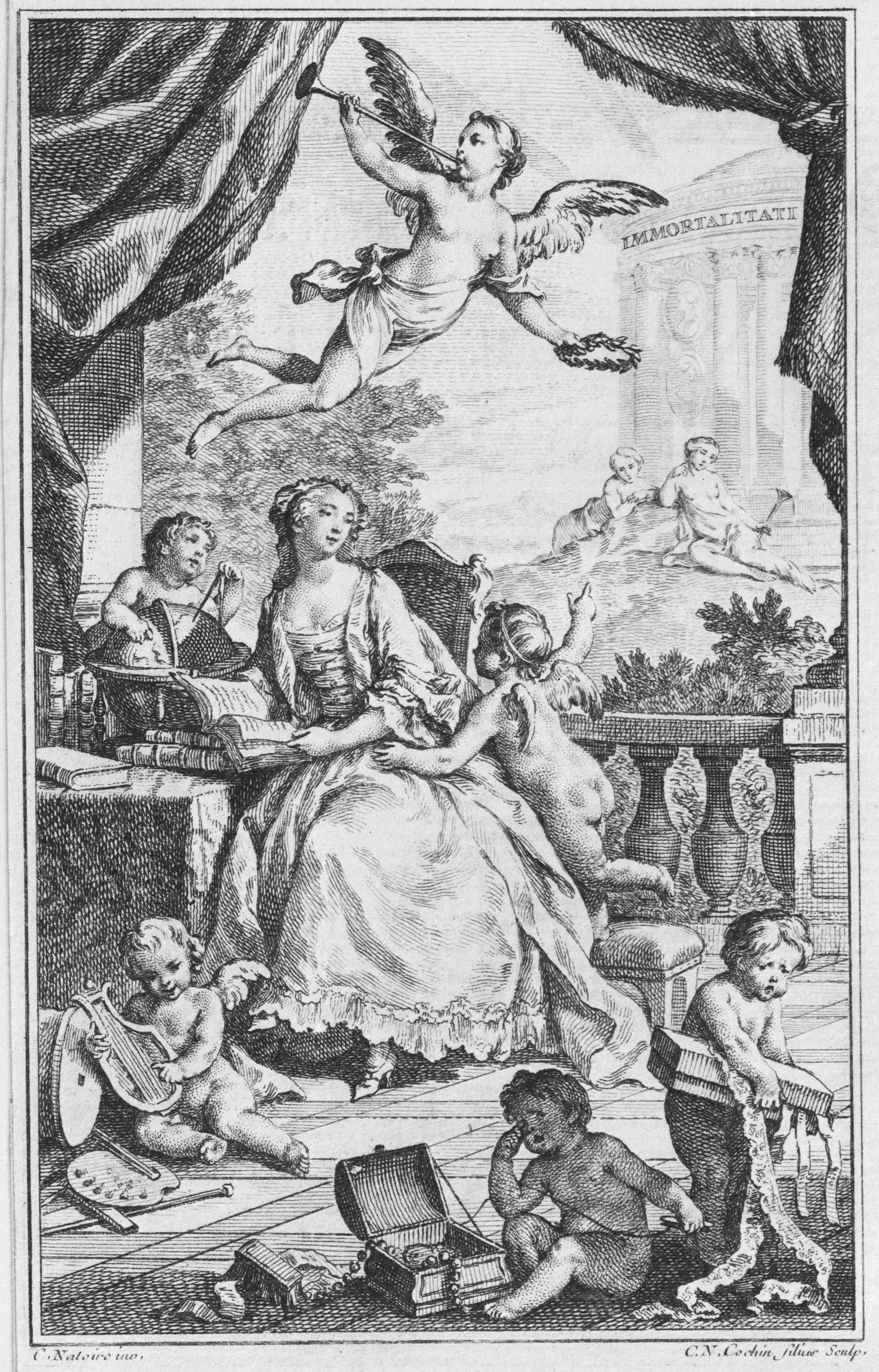
Портрет Мадам де Помпадур. Ок. 1745. Офорт. Метрополитен-музей Нью-Йорк
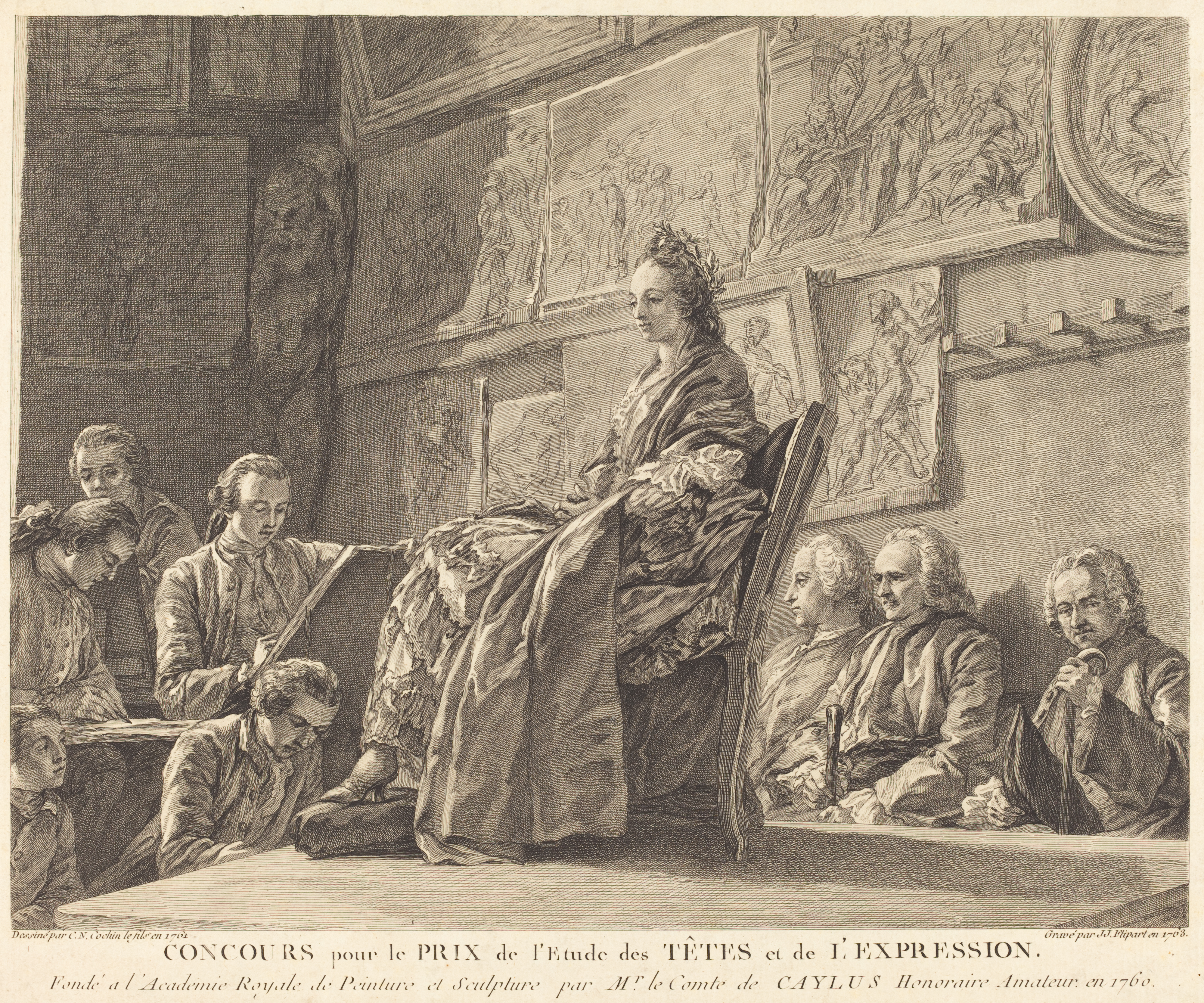
Соревнование на лучший портрет. 1763. Офорт, резец. Национальная галерея искусства, Вашингтон
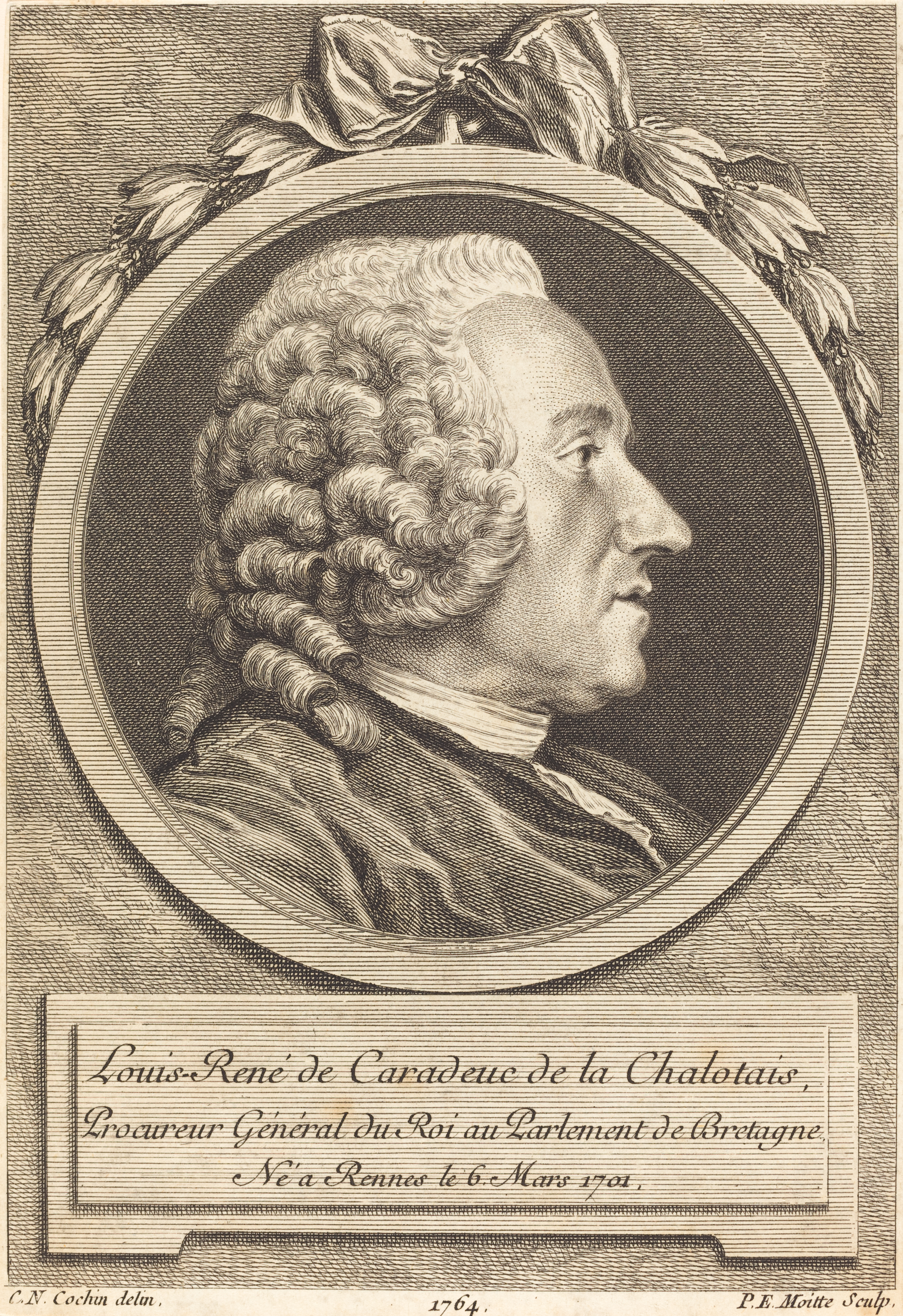
Луи-Рене де Карадё де ла Шалоте. 1764. Офорт, резец. Национальная галерея искусства, Вашингтон
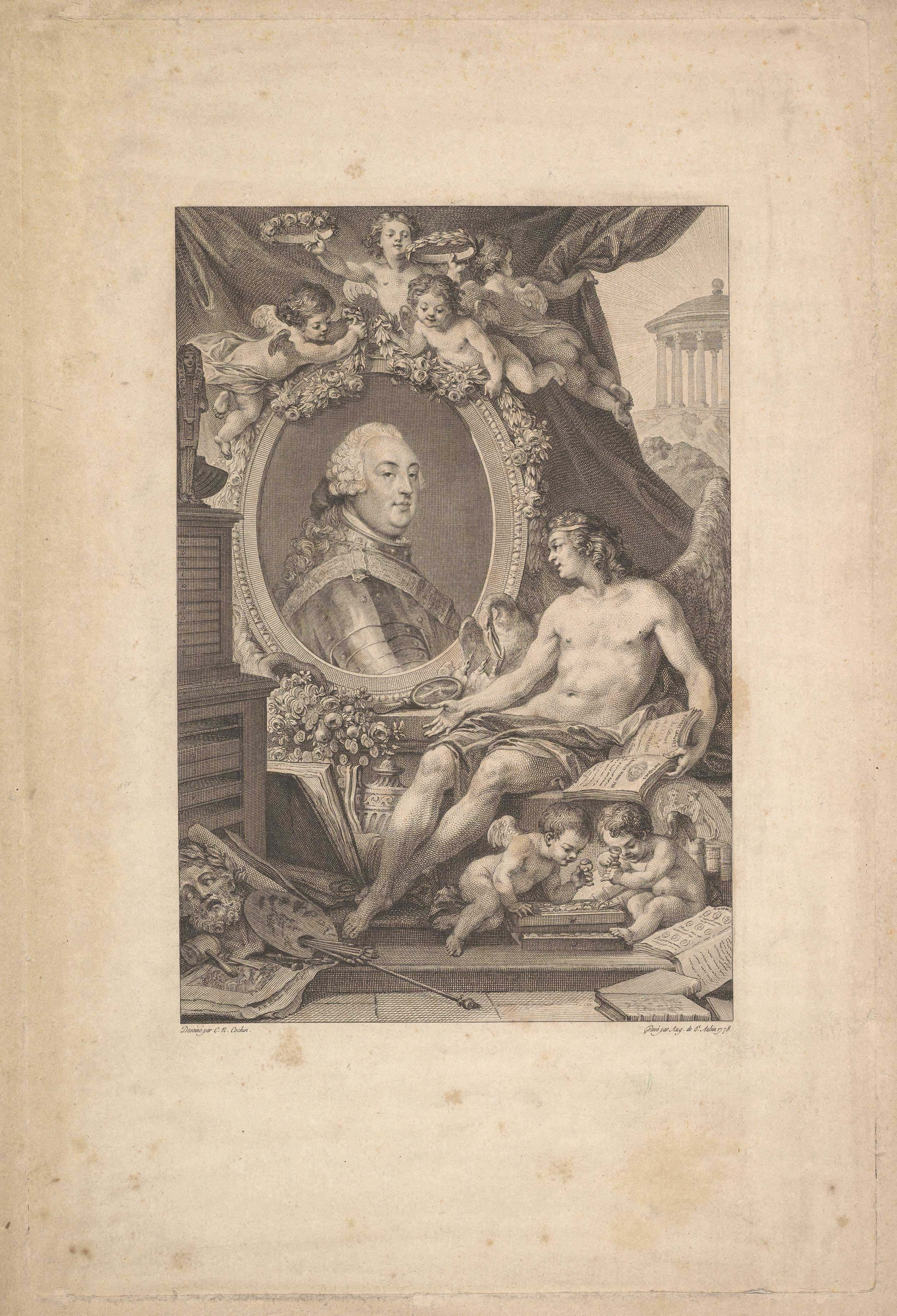
Фронтиспис к изданию «Описания резных камней из коллекции герцога Луи-Филиппа Орлеанского. 1778. Офорт, резец. Метрополитен-музей, Нью-Йорк

## Публикации текстов
- Cochin C.-N. Mémoires inédits de Charles-Nicolas Cochin sur le Comte de Caylus, Bouchardon, les Slodtz :  [фр.] / publiés d'après le manuscrit autographe, avec introduction, notes et appendice, par M. Charles Henry. — Paris : Baur, 1880. — 192 p. — OCLC 763398087.